# HD 70340
HD 70340，又名BD-01 2017，SAO 135804、HR 3278，是一颗恒星，视星等为6.5，位于銀經225.1，銀緯19.11，其B1900.0坐标为赤經8h 16m 15.7s，赤緯-1° 19.11′ 3″。